# Coupe d'Allemagne de football 1963-1964
Navigation
Édition précédente Édition suivante
La coupe d'Allemagne de football 1963-1964 est la vingt et unième édition dans l'histoire de la compétition. La finale a lieu à Stuttgart au  Neckarstadion.
Le TSV 1860 Munich remporte le trophée pour la deuxième fois après le sacre de 1942. Il bat en finale l'Eintracht Frankfurt sur le score de 2 buts à 0.

## Premier tour
Résultats du premier tour
| Date           | Domicile                | Extérieur                | score        |
| -------------- | ----------------------- | ------------------------ | ------------ |
| 07 - 04 - 1964 | Hambourg SV             | SpVgg Fürth              | 1 - 1 a.p.   |
| 07 - 04 - 1964 | MSV Duisbourg           | Hertha BSC Berlin        | 1 - 2 a.p.   |
| 08 - 04 - 1964 | Eintracht Trier         | Hanovre 96               | 1 - 1 a.p.   |
| 08 - 04 - 1964 | Werder Brême            | FC Schalke 04            | 0 - 2        |
| 08 - 04 - 1964 | VfL Wolfsbourg          | Eintracht Francfort      | 0 - 2        |
| 08 - 04 - 1964 | VfR Wormatia 08 Worms   | Kultur SV Hessen Kassel  | 2 - 3        |
| 08 - 04 - 1964 | Stuttgarter Kickers     | Phönix Ludwigshafen      | 2 - 3        |
| 08 - 04 - 1964 | 1. FC Cologne           | 1. FC Nuremberg          | 3 - 2 a . p. |
| 08 - 04 - 1964 | Altona 93               | Borussia Mönchengladbach | 2 - 1        |
| 08 - 04 - 1964 | Eintracht Gelsenkirchen | Duisbourg SV             | 0 - 2        |
| 08 - 04 - 1964 | Preußen Münster         | Kultur SV Hessen Kassel  | 1 - 3        |
| 08 - 04 - 1964 | 1. FC Saarbrücken       | Tennis Borussia Berlin   | 6 - 1        |
| 08 - 04 - 1964 | Eintracht Brunswick     | VfL Osnabrück            | 3 - 0        |
| 08 - 04 - 1964 | TSV 1860 Munich         | Borussia Dortmund        | 2 - 0        |
| 08 - 04 - 1964 | 1. FC Kaiserslautern    | Wuppertaler SV           | 2 - 0        |
| 14 - 04 - 1964 | VfB Stuttgart           | SSV Reutlingen 05        | 2 - 2 a .p.  |

Matchs rejoués
| Date           | Domicile          | Extérieur       | Score         |
| -------------- | ----------------- | --------------- | ------------- |
| 15 - 04 - 1964 | Hanovre 96        | Eintracht Trier | 4 - 0         |
| 15 - 04 - 1964 | SpVgg Fürth       | Hambourg SV     | 2 - 1 a . p . |
| 22 - 04 - 1964 | SSV Reutlingen 05 | VfB Stuttgart   | 0 - 4         |

## Huitièmes de finale
Résultats des huitièmes de finale
| Date           | Domicile            | Extérieur               | score      |
| -------------- | ------------------- | ----------------------- | ---------- |
| 22 - 04 - 1964 | Eintracht Francfort | Kultur SV Hessen Kassel | 6 - 1      |
| 22 - 04 - 1964 | Phönix Ludwigshafen | FC Schalke 04           | 1 - 2      |
| 22 - 04 - 1964 | 1. FC Cologne       | Hanovre 96              | 3 - 0 a.p. |
| 22 - 04 - 1964 | Altona 93           | Duisburger SV           | 2 - 1      |
| 22 - 04 - 1964 | Hertha BSC Berlin   | SpVgg Fürth             | 4 - 3      |
| 22 - 04 - 1964 | 1. FC Sarrebruck    | Eintracht Brunswick     | 2 - 1 a.p. |
| 22 - 04 - 1964 | TSV 1860 Munich     | 1. FC Kaiserslautern    | 4 - 2      |
| 02 - 05 - 1964 | Karlsruher SC       | VfB Stuttgart           | 2 - 1      |

## Quarts de finale
Résultats des quarts de finale
| Date           | Domicile            | Extérieur       | Score |
| -------------- | ------------------- | --------------- | ----- |
| 20 - 05 - 1964 | Hertha BSC Berlin   | 1. FC Cologne   | 4 - 2 |
| 20 - 05 - 1964 | Altona 93           | Karlsruher SC   | 2 - 1 |
| 20 - 05 - 1964 | 1. FC Sarrebruck    | TSV 1860 Munich | 1 - 3 |
| 20 - 05 - 1964 | Eintracht Francfort | FC Schalke 04   | 2 - 1 |

## Demi-finales
Résultats des demi-finales
| Date           | Domicile            | Extérieur         | Score      |
| -------------- | ------------------- | ----------------- | ---------- |
| 03 - 06 - 1964 | Altona 93           | TSV 1860 Munich   | 1 - 4 a.p. |
| 03 - 06 - 1964 | Eintracht Francfort | Hertha BSC Berlin | 3 - 1      |

## Finale
| Entraîneur : |
| Max Merkel   |

| Entraîneur : |
| Ivica Horvat |

| Entraîneur : |
| Max Merkel   |

| Entraîneur : |
| Ivica Horvat |